# Крохмалюк, Анатолий Васильевич
Анато́лий Васи́льевич Крохмалю́к (укр. Анатолій Васильович Крохмалюк; род. 6 сентября 1960, Крыжополь, Винницкая область) — советский украинский легкоатлет, специалист по бегу на средние и длинные дистанции. Выступал на всесоюзном уровне в 1980-х годах, многократный победитель и призёр первенств всесоюзного значения, чемпион СССР в беге на 10 000 метров, участник чемпионата мира в Хельсинки. Представлял Винницу и спортивное общество «Колос». Мастер спорта СССР международного класса.

## Биография
Анатолий Крохмалюк родился 6 сентября 1960 года посёлке городского типа Крыжополь Тульчинского района Винницкой области Украинской ССР.
Занимался лёгкой атлетикой в Виннице под руководством тренеров Николая Ивановича Пуздимира и Василия Максимовича Митурича, выступал за добровольное спортивное общество «Колос» (Урожай). Окончил Винницкий государственный педагогический институт (1980) и Украинскую сельскохозяйственную академию в Киеве (1989).
Впервые заявил о себе на всесоюзном уровне в сезоне 1980 года, когда в беге на 5000 метров занял восьмое место на чемпионате СССР в Донецке.
В 1982 году в той же дисциплине стал шестым на Мемориале братьев Знаменских в Москве, пятым на чемпионате СССР в Киеве, превзошёл всех соперников на Мемориале Владимира Куца в Подольске.
В 1983 году в беге на 3000 метров победил в матчевой встрече со сборной Великобритании в Бирмингеме, выиграл бронзовую медаль на всесоюзных соревнованиях в Ленинграде. В беге на 5000 метров взял бронзу на чемпионате страны в рамках VIII летней Спартакиады народов СССР в Москве, с личным рекордом 13:21.2 выиграл серебряную медаль на соревнованиях в Ленинграде. Благодаря череде удачных выступлений удостоился права представлять Советский Союз на впервые проводившемся чемпионате мира по лёгкой атлетике в Хельсинки — в финале 5000 метров показал время 14:00.27, расположившись в итоговом протоколе на 15-й строке.
В 1984 году стал пятым на международном турнире в Ирландии и на соревнованиях в Киеве. Рассматривался в качестве кандидата на участие в летних Олимпийских играх в Лос-Анджелесе, однако СССР вместе с несколькими другими странами восточного блока бойкотировал эти соревнования по политическим причинам. Вместо этого Крохмалюк выступил на альтернативном турнире «Дружба-84» в Москве, где в 5000-метровой дисциплине показал восьмой результат. Позднее на летнем чемпионате СССР в Донецке завоевал серебряную и золотую награды на дистанциях 5000 и 10 000 метров соответственно.
В 1985 году в беге на 3000 метров выиграл бронзовую медаль на зимнем чемпионате СССР в Кишинёве, в беге на 5000 метров победил на соревнованиях в Сочи, финишировал шестым на Мемориале братьев Знаменских в Москве, получил серебро на летнем чемпионате СССР в Ленинграде.
В 1986 году в беге на 10 000 метров стал седьмым на чемпионате СССР в Киеве.
За выдающиеся спортивные достижения удостоен почётного звания «Мастер спорта СССР международного класса» (1983).